# La línea general
La línea general es una película de Serguéi Eisenstein. 
Esta película, conocida en español como Lo viejo y lo nuevo (Старое и новое, Stároe i nóvoe), narra cómo los adelantos técnicos cambian la vida de una comunidad a principio del siglo XX. La llegada de una granja-fábrica para la cría de vacas comienza a cambiar los esquemas de pensamiento tradicionales y, finalmente, la llegada de un tractor acaba de cambiar la realidad social. 
Lo viejo y lo nuevo es un relato de un cambio de época, el paso de una economía rural de subsistencia a una sociedad industrializada de corte soviético.

## La película
"La línea general" era el proyecto que Serguéi M. Eisenstein iba a rodar tras “El acorazado Potemkin”, con la colaboración de Grigori Aleksándrov con quien Eisenstein ya había trabajado en “La huelga” y “El acorazado Potemkin”. El título de la película hacía referencia a la ‘línea general’ del Partido en los temas referentes al desarrollo rural, siguiendo las premisas de la Nueva Política Económica. Eisenstein y Aleksándrov tuvieron que interrumpir el desarrollo del guion para iniciar otro proyecto, “Octubre”, que debía formar parte de las celebraciones del décimo aniversario de la Revolución de Octubre. Al retomar el proyecto de La línea general en 1928, debido a los cambios en la política agraria, Eisenstein tuvo que incluir nuevas escenas, traicionando así el espíritu original de su historia y censurar el individualismo de los campesinos independientes.
Bajo el título de “Lo viejo y lo nuevo” se estrenó el que sería su último título de la etapa muda. Restaurada a la idea original de Eisenstein y con una partitura de Robert Israel, La línea general se presenta como su film más experimental y el más lleno de connotaciones eróticas, como muestra la célebre secuencia de la batidora mecánica. El propio Eisenstein la consideraba un experimento en ‘éxtasis cinematográfico’ y que perfectamente podría ser un ejemplo de ‘montaje orgásmico’.